# Xã Speaker, Michigan
Xã Speaker (tiếng Anh: Speaker Township) là một xã thuộc quận Sanilac, tiểu bang Michigan, Hoa Kỳ. Năm 2010, dân số của xã này là 1.483 người.